# Évelyne Pisier
Pour les articles homonymes, voir Pisier et Kouchner.
Évelyne Pisier, née le 18 octobre 1941 à Hanoï (Indochine française) et morte le 9 février 2017 à Sanary-sur-Mer, est une professeure de droit public, politologue et essayiste française.

## Biographie

### Jeunesse et études
Évelyne Pisier est la fille de Paula Pisier née Caucanas (14 juin 1922 - 26 mai 1988) – fille de Jean Caucanas, banquier français à Nouméa, puis directeur de la Banque de l'Indochine –, future secrétaire générale de l'Association pour le droit de mourir dans la dignité (ADMD), et d'un haut fonctionnaire et historien français, Georges Pisier (30 juin 1910 - 13 mars 1986), administrateur en chef des Affaires coloniales puis de la France d'outre-mer (respectivement en Indochine française de 1943 à 1950, puis en Nouvelle-Calédonie de 1950 à 1966). Il est maurrassien et partisan du régime de Vichy. Evelyne a une sœur, Marie-France Pisier (1944-2011) et un frère, Gilles Pisier, né en 1950. Sa sœur devient actrice et son frère mathématicien.
Georges Pisier étant administrateur colonial de l'Indochine française à Hanoï, sa fille Évelyne est internée à l’âge de 4 ans dans un camp de concentration japonais, à la suite de l'invasion japonaise de l'Indochine,. Elle vit ensuite à Nouméa, en Nouvelle-Calédonie, où son père est muté. Son père dirige la Société d'études historiques de la Nouvelle-Calédonie et publie des livres sur l'île et la région Pacifique.
Ses parents s'étant séparés, Évelyne Pisier s'installe à Nice avec sa mère et sa sœur Marie-France. Son ami le philosophe Pierre Bouretz dit d'Évelyne Pisier qu'elle eut « une enfance à la Marguerite Duras, loin du milieu universitaire et de ses codes. Ce qu’elle a obtenu, elle l’a gagné par son intelligence et sa détermination. »
En 1964, militante féministe et engagée à gauche, Évelyne Pisier embarque avec d'autres étudiants, dont Bernard Kouchner, pour un séjour à Cuba, séjour organisé pour les dirigeants de l'Union des étudiants communistes. Elle déclare alors avoir commencé une liaison de quatre ans avec le dirigeant du pays, Fidel Castro,,.
Après son retour de Cuba, en 1970, Évelyne Pisier soutient sa thèse de droit public intitulée Le Service public dans la théorie de l'État de Léon Duguit, à l'université Panthéon-Assas, sous la direction de Georges Lavau. En 1972, elle devient l'une des premières femmes agrégées de droit public et de science politique.

### Carrière professionnelle
Alors étudiante en droit, Évelyne Pisier exerce comme assistante à la faculté de droit de Paris à partir de 1965.
Elle intègre l’université de Reims comme maître de conférences puis est nommée professeure à l’université Paris-I - Panthéon-Sorbonne en 1979, tout en enseignant à l'Institut d'études politiques de Paris. En parallèle, elle est membre élue du Comité consultatif des universités de 1977 à 1980.
Au sein du CNRS, elle dirige le Centre d’études des conceptions politiques classiques et modernes de Paris-I. Elle entre à la fondation Saint-Simon en 1987. Proche de Claude Lefort et Cornelius Castoriadis, avec Olivier Duhamel elle fréquente Edgar Morin, Alain Finkielkraut, Pierre Manent et Philippe Raynaud.
En 1988-1989, le Premier ministre Michel Rocard lui confie un rapport sur la gestion des ressources humaines dans l'administration publique, au sein d'une commission sur « l'efficacité de l'État » dirigée par François de Closets. Elle est nommée directrice du Livre et de la Lecture au ministère de la Culture par Jack Lang en 1989. Dans un bref article, Le Monde la présente comme une « spécialiste des idées politiques et de l'administration publique ». Elle participe à la commission « culture » au commissariat général du Plan en 1992.
Après les élections législatives de 1993, le nouveau ministre de la Culture Jacques Toubon ne la maintient pas dans ses fonctions ; elle dénonce alors l'incohérence du système des dépouilles et les « comploteurs de l'ombre » qui auraient, selon elle, réclamé son départ.
Après avoir dirigé la collection « Recherches politiques » aux Presses universitaires de France, elle est conseillère éditoriale aux éditions Hermann (1993-1995), chez Odile Jacob (1995-1999), puis chez Dalloz et Plon à partir de 2000. Elle tient également la chronique « Essais » de l'hebdomadaire L'Événement du jeudi entre 1999 et 2001.
En 1994, elle devient professeur émérite de l'université Panthéon-Sorbonne. Elle est membre du Conseil national des programmes de 2001 à 2005.
À la suite de la mort de sa sœur Marie-France en 2011, elle s'installe dans leur propriété de Sanary-sur-Mer. Début février 2017, elle est opérée en urgence d'un cancer du poumon. L'opération échoue : elle meurt à l'hôpital de Toulon, le 9 février 2017. Elle est inhumée aux côtés de sa sœur au cimetière de la Guicharde de Sanary-sur-Mer.

### Carrière d'autrice
Professeure de droit public à partir de 1972, Évelyne Pisier publie ses premiers livres à partir des années 1980, écrits en collaboration avec d’autres auteurs, dans le domaine de l'histoire des idées politiques, notamment avec le philosophe François Châtelet et avec le politologue Olivier Duhamel, son nouveau compagnon (puis mari en 1987).
Après son départ du ministère de la Culture en 1993, elle publie trois ouvrages d’inspiration autobiographique et un roman.

### Vie privée
De retour de Cuba, Évelyne Pisier épouse en 1970 le médecin Bernard Kouchner, avec qui elle a trois enfants : Julien, né en 1970, et les jumeaux Antoine et Camille Kouchner nés en juin 1975. Peu avant son divorce d’avec Kouchner en 1984, elle se met en couple avec le politologue Olivier Duhamel, de neuf ans son cadet, qu'elle épouse le 24 octobre 1987 à Conflans-Sainte-Honorine. Le couple, qui vit avec les trois enfants d’Évelyne Pisier, adopte deux enfants chiliens, une fille (Aurore) en 1987 et un garçon (Simon) en 1989, épisode qu'elle relate dans Une question d'âge.
Selon le livre que sa fille Camille Kouchner publie début janvier 2021 sous le titre La Familia grande, c'est pendant l'année 1988 que les agressions sexuelles d'Olivier Duhamel sur Antoine (prénommé « Victor » dans le livre) auraient débuté. Pour obtenir le silence des adolescents, Olivier Duhamel invoque la fragilité de son épouse que le suicide de sa mère, militante du planning familial puis secrétaire générale de l'Association pour le droit de mourir dans la dignité, deux ans après celui de son ex-mari,, a plongée dans une dépression et un début d'addiction à l'alcool.
Vingt ans après, Antoine parle à sa mère de viols ; Évelyne Pisier, d’abord sidérée, choisit de protéger son mari. Elle informe sa sœur, Marie-France Pisier ; celle-ci l'incite à dénoncer son mari et à partir, en lui proposant de l'héberger, et elle parle de l’affaire à son entourage. Très liées depuis l'enfance, les deux sœurs se brouillent. Lors de la mort suspecte de Marie-France Pisier en 2011, l'enquête s'intéresse à la famille Duhamel-Pisier. Antoine coopère ensuite avec la brigade de protection des mineurs mais refuse de porter plainte, notamment pour protéger sa vie professionnelle et son foyer.
Selon le livre de Camille Kouchner, quand des proches sont également informés, le couple Pisier-Duhamel aurait invoqué une « histoire d’amour » incestueuse ; avec d'autres motifs également, il en résulte que les viols ne sont pas dévoilés publiquement.
Après la mort d’Évelyne Pisier en février 2017, le projet de livre La Familia grande commence à mûrir chez Camille Kouchner, d'autant que sa mère, quelques semaines avant de mourir, lui avait indiqué qu'elle pressentait que ses enfants allaient probablement s'en prendre à son mari dès lors qu'elle aurait disparu.

## Distinctions
- Chevalier de la Légion d'honneur (1998)[28]
- Commandeur de l'ordre des Arts et des Lettres[réf. nécessaire]

## Œuvres
- Le Service public dans la théorie de l’État de Léon Duguit, coll. « Bibliothèque de philosophie du droit », t. XV, Paris, Librairie générale de droit et de jurisprudence, 1972[29].
- La Dernière Fois, 1994
- Une question d'âge, 2005[7],[30]
- On ne corrige pas les fautes, 2006

### En collaboration
- Avec François Châtelet, Les Conceptions politiques du XXe siècle : histoire de la pensée politique, 1981
- Direction d'ouvrage, Les Interprétations du stalinisme, PUF, coll. « Recherches politiques », 1983
- Avec Pierre Bouretz, Le Paradoxe du fonctionnaire, PUF, 1988
- Avec Françoise Barret-Ducrocq, Femmes en tête, 1989
- Avec Marin Karmitz et Jean-François Chougnet, La Création face aux systèmes de diffusion : rapport du groupe création culturelle, compétitivité et cohésion sociale, 1993
- Avec Olivier Duhamel et François Châtelet, Dictionnaire des œuvres politiques, PUF, coll. « Quadrige dicos poche », 2001  (ISBN 9782130393627)
- Avec Carmen Castillo, Sonia Rykiel : quand elle n'a pas de rouge elle met du noir, Paris, Fayard, 16 mai 2001, 280 p. (ISBN 978-2213609614 et 2-213-60961-6)
- Avec Olivier Duhamel et François Châtelet, Histoire des idées politiques, 1982, rééd. PUF, « Quadrige », 2004
- Avec Françoise Collin et Eleni Varikas, Les Femmes, de Platon à Derrida : Anthologie critique (Paris, Plon, 2000)[31]
- Avec Caroline Laurent, Et soudain, la liberté (autobiographie romancée d'Évelyne Pisier), Paris, Les Escales éditions, 31 août 2017, 448 p. (ISBN 978-2-36569-307-3 et 2-36569-307-5)  — prix Marguerite-Duras 2017[32]

### Scénarios
- Avec Yves Belaubre, Nadine et Marie Trintignant, Victoire ou la Douleur des femmes, téléfilm de Nadine Trintignant, 2000
- Avec Chantal de Rudder, Les Amants du Flore, téléfilm de Ilan Duran Cohen, 2006
- Vital Désir, téléfilm de Jérôme Boivin, 2010